# Bétheny
Bétheny is een gemeente in Frankrijk in het departement Marne. De gemeente telde 7.030 inwoners op 1 januari 2022.
De gemeente ligt in de stedelijke agglomeratie van Reims. In de gemeente vestigden zich grote bedrijven die duizenden arbeiders tewerkstelden zoals Familistère Rémois (1887) en Nord Est Alimentation (1970) in verschillende industriegebieden.
In augustus 1909 werd een eerste internationale vliegmeeting gehouden in Bétheny, die meer dan een miljoen toeschouwers lokte. In de volgende twee jaar volgden nog grote vliegshows. In 1928 werd de Luchtmachtbasis 112 van Reims in de gemeente geopend. Deze sloot in 2011.

## Geografie
De oppervlakte van Bétheny bedroeg op 1 januari 2022 19,9 vierkante kilometer; de bevolkingsdichtheid was toen 353,3 inwoners per km².
De onderstaande kaart toont de ligging van Bétheny met de belangrijkste infrastructuur en aangrenzende gemeenten.

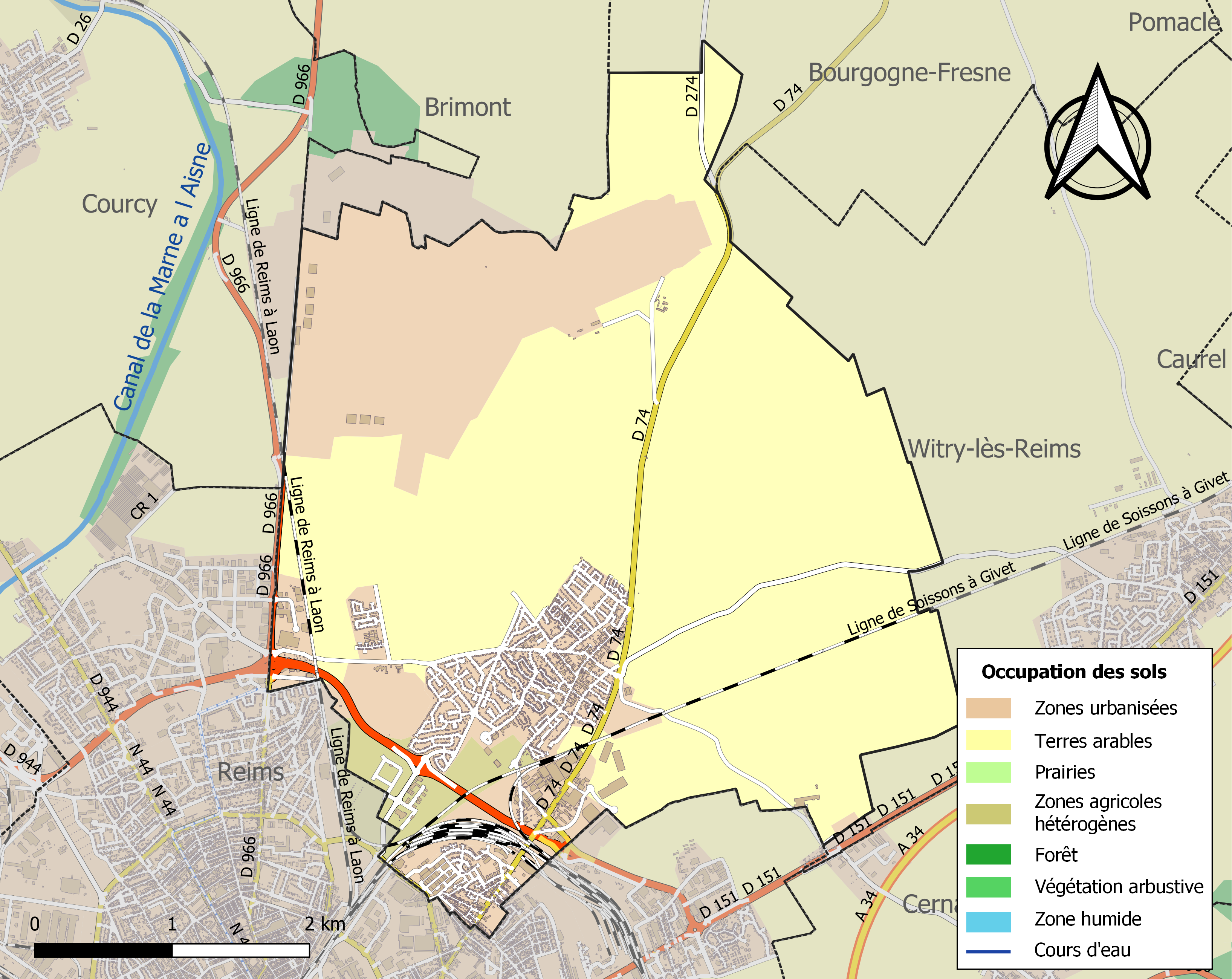

## Demografie
Onderstaande figuur toont het verloop van het inwonertal, bron: INSEE-tellingen. 